# Liste des Ministères du Bénin

## Liste des Ministères du Bénin
Le gouvernement actuel du Bénin est composé de 23 portefeuilles ministériels sous le Gouvernement Talon 2. À la suite de la formation des membres de ce nouveau quinquennat le 25 mai 2021, le Ministère de la poste et de la communication a été supprimé. La Poste est à cet effet rattachée au Ministère de l'économie et des Finances. La Haute autorité de l’audiovisuel et de la communication(HAAC) se trouve attribuée la gestion du Ministère de la communication,,,,,.
1. Ministère du cadre de vie et du développement durable
2. Ministère des Enseignements secondaire, technique et de la Formation professionnelle
3. Ministère de l’Industrie et du Commerce (Bénin)
4. Ministère des Affaires étrangères (Bénin)
5. Ministère de la Santé (Bénin)
6. Ministère de l'Économie numérique et de la Digitalisation
7. Ministère de la Défense nationale (Bénin)
8. Ministère du Travail et de la Fonction publique (Bénin)
9. Ministère de la Décentralisation et de la Gouvernance locale
10. Ministère de la Justice (Bénin)
11. Ministère des Sports (Bénin)
12. Ministère des petites et moyennes entreprises et de la promotion de l'emploi
13. Ministère de l'Eau et des Mines
14. Ministère de l'Enseignement supérieur et de la Recherche scientifique (Bénin)
15. Ministère des Enseignements maternel et primaire
16. Ministère de l'Énergie (Bénin)
17. Ministère du Plan et du Développement
18. Ministère de l'Intérieur (Bénin)
19. Ministère de l'Agriculture et de la Pêche (Bénin)
20. Ministère de la Culture (Bénin)
21. Ministère des Affaires sociales et de la Microfinance

## Galerie de photos

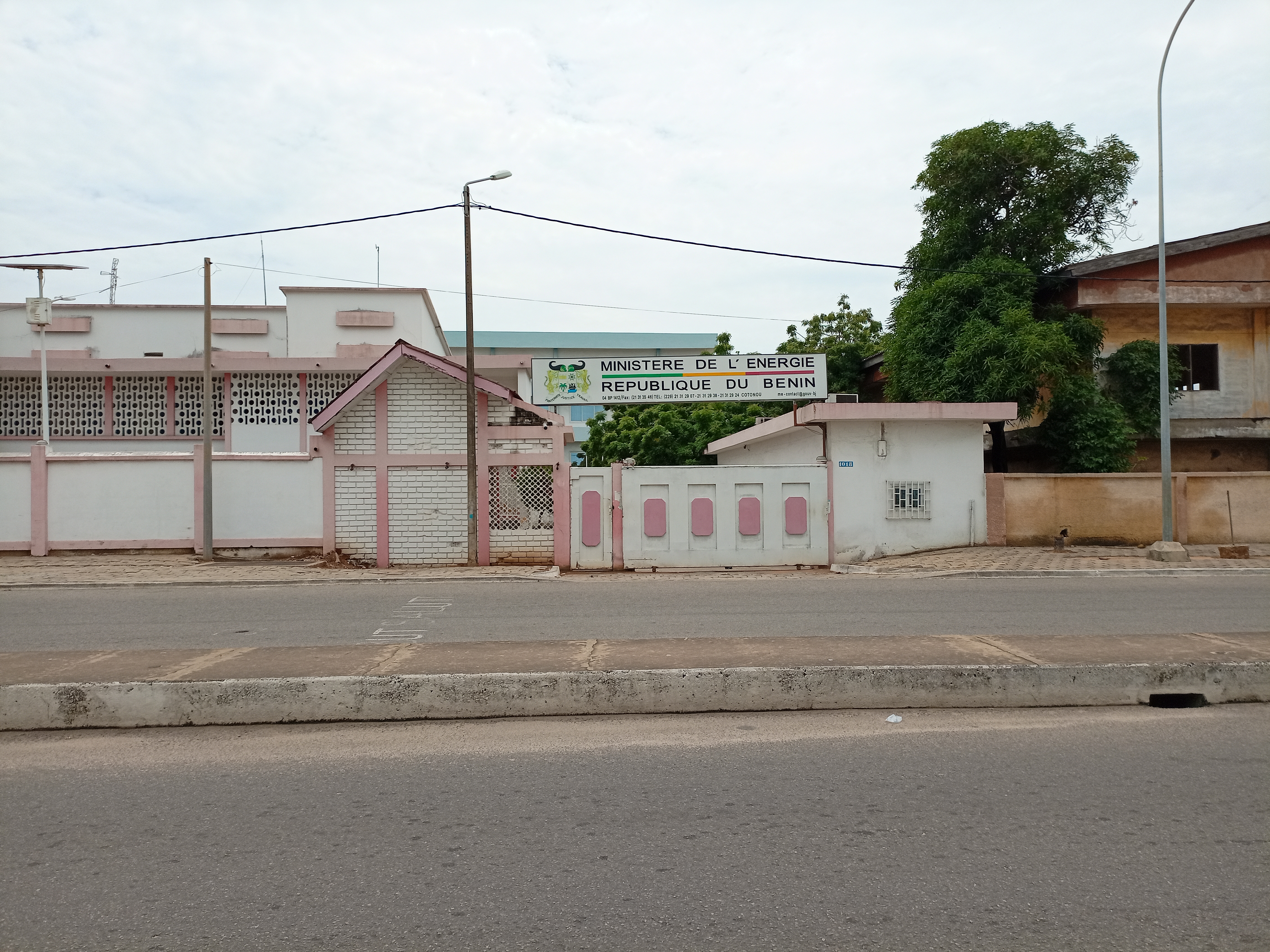
Ministère béninois de l'énergie
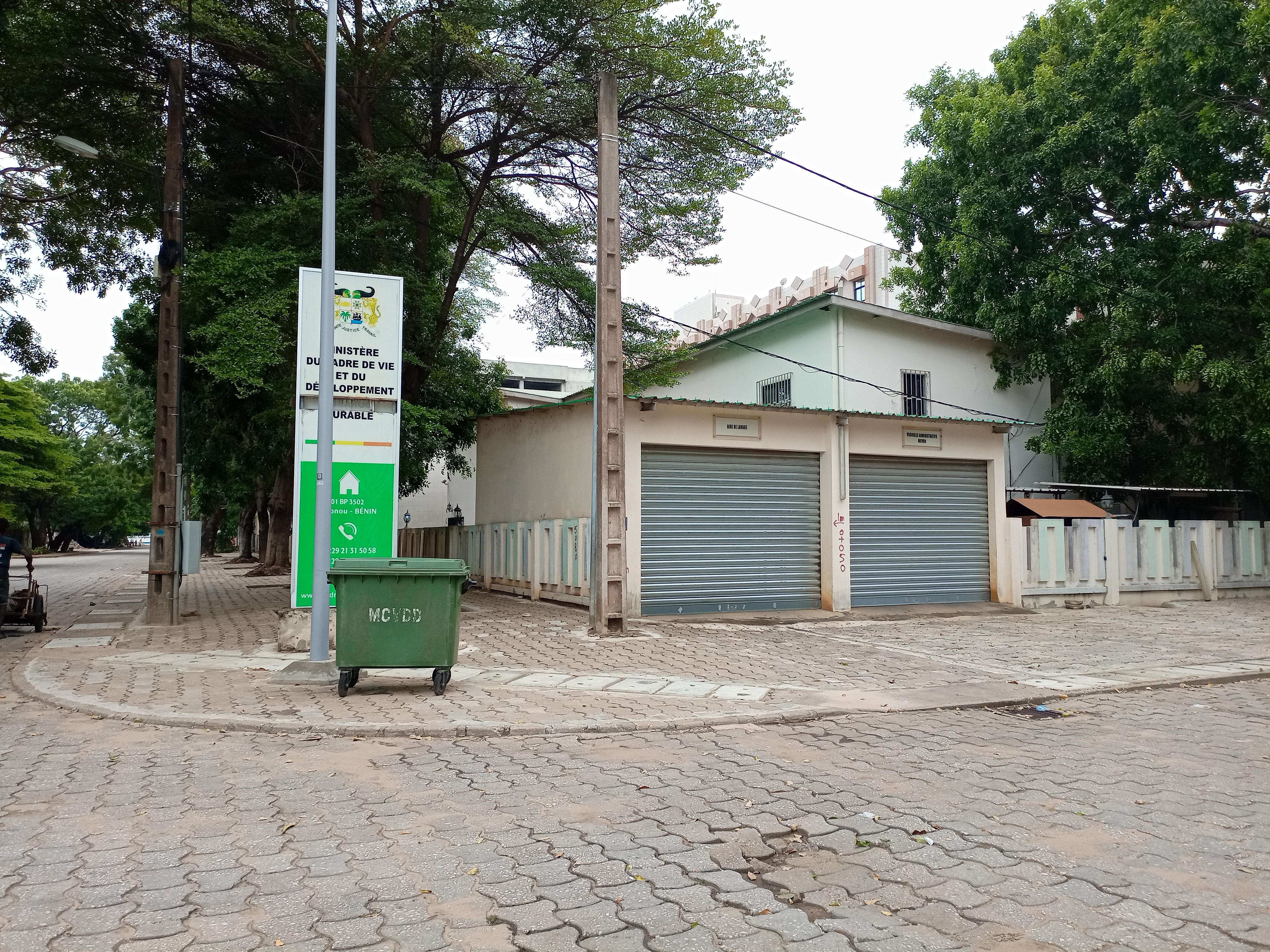
Ministère du carde de vie et de développement durable
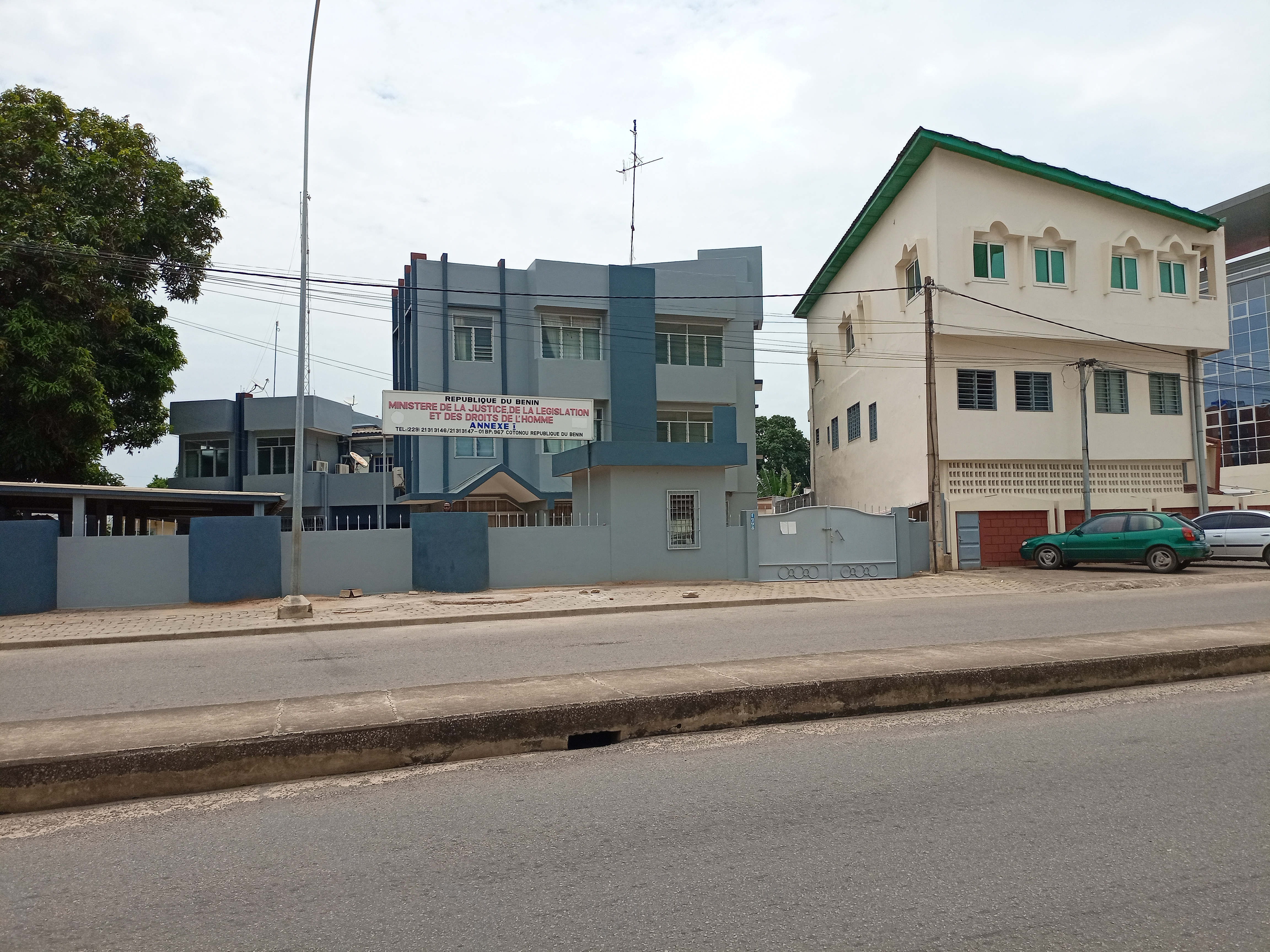
Ministère de la Justice (Bénin) Annexe
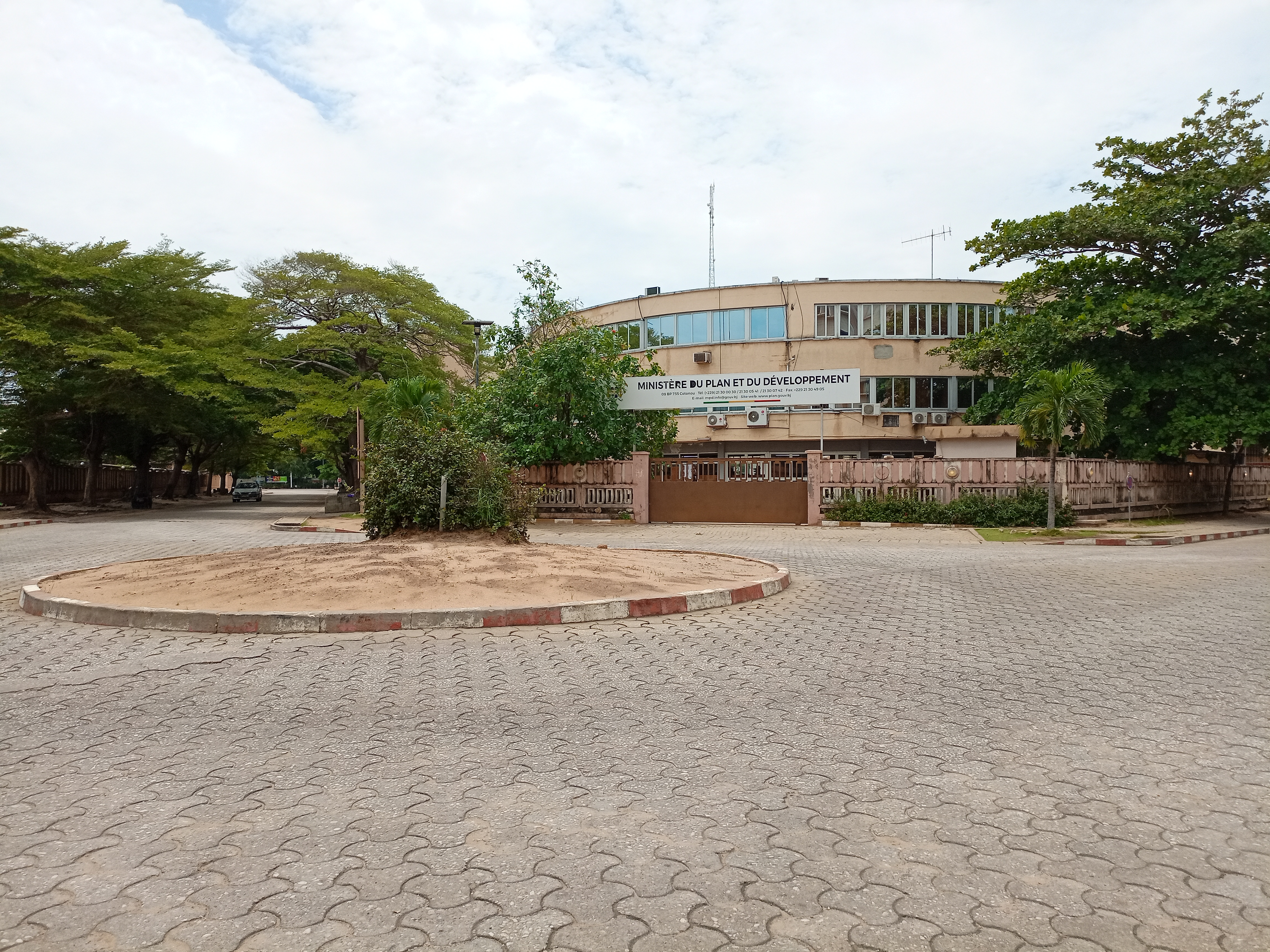
Ministère du plan et de développement du Bénin
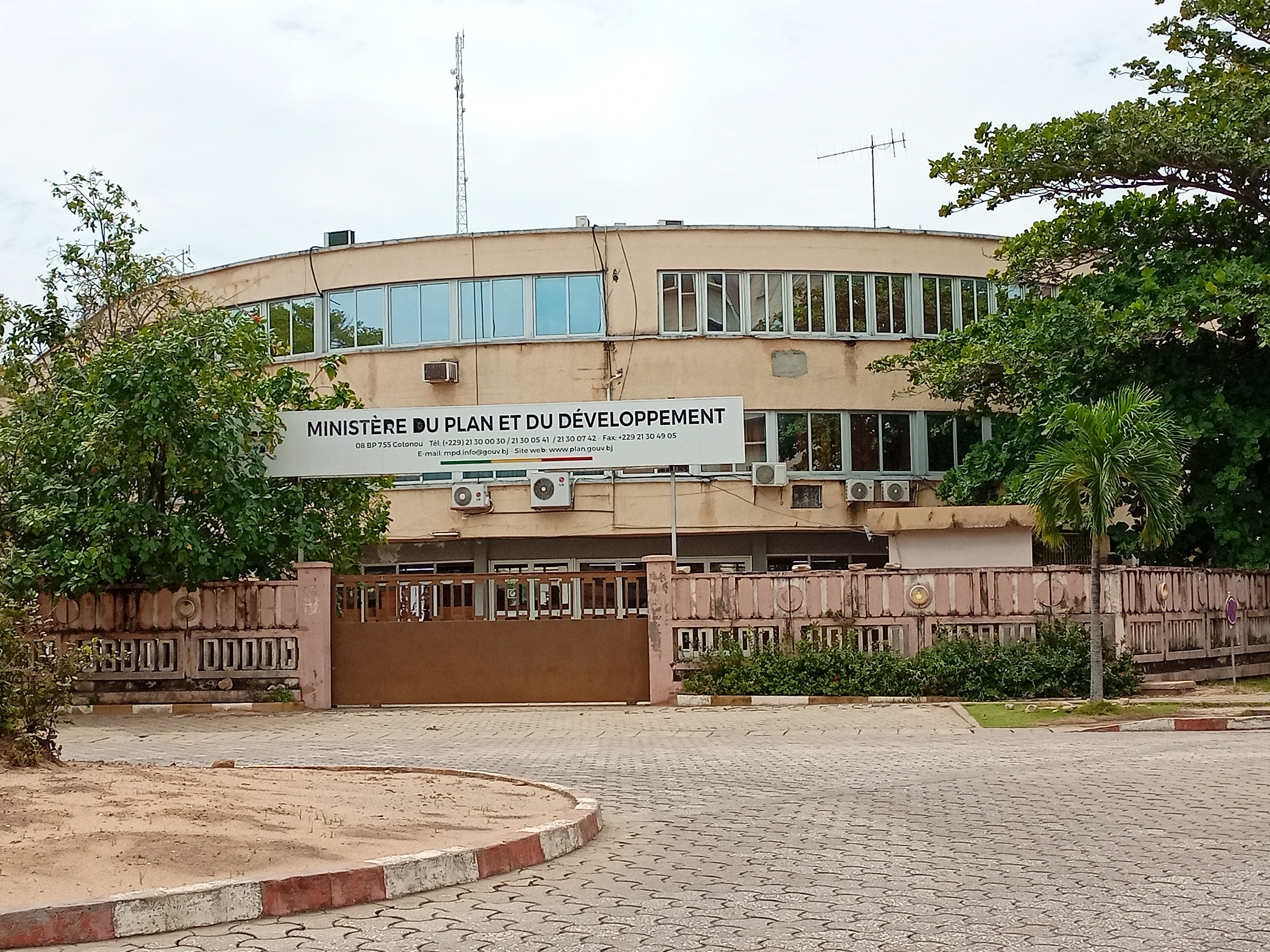
Ministère du plan et de développement du Bénin vue de près
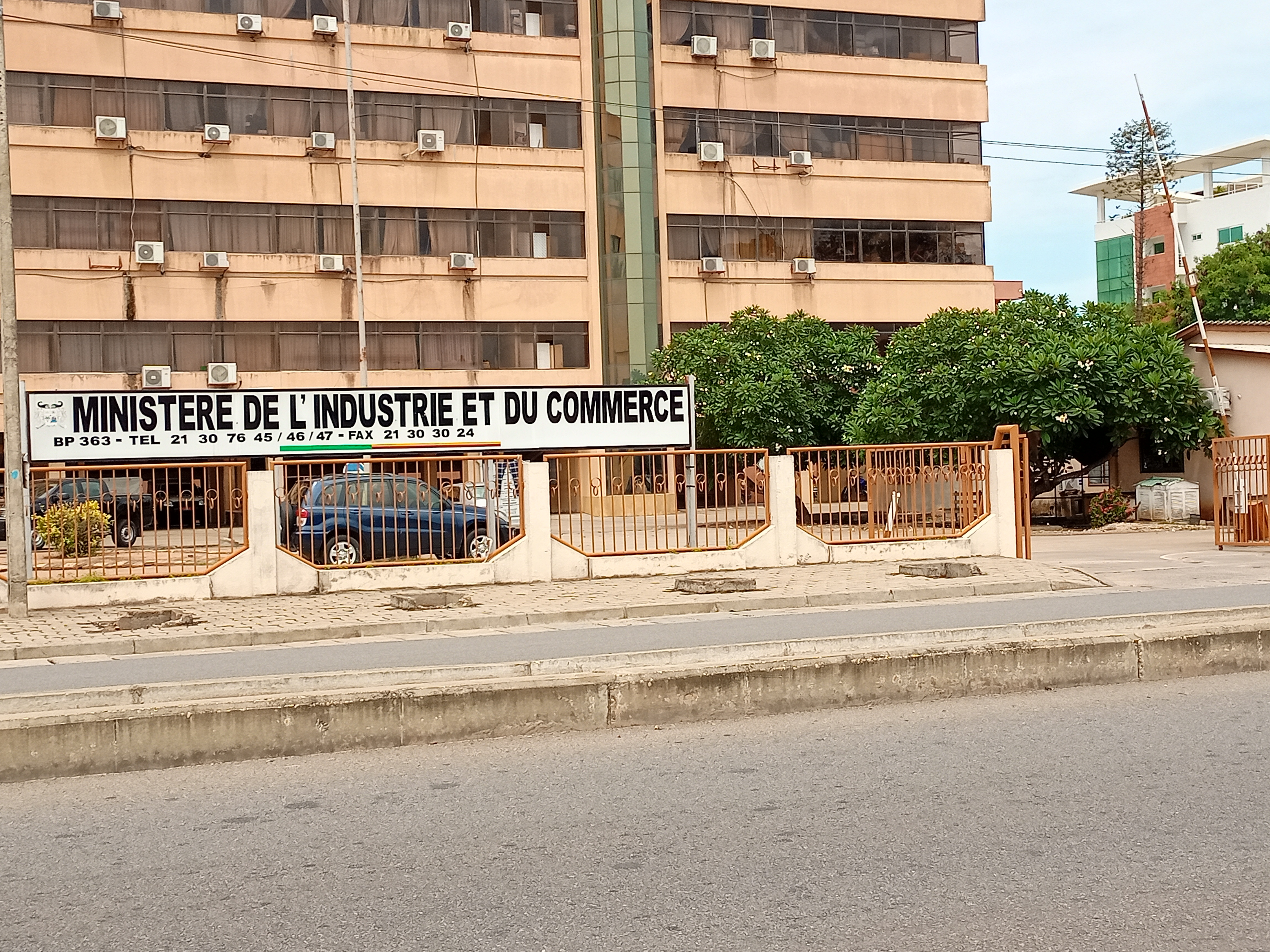
Ministère béninois de l’Industrie et du Commerce
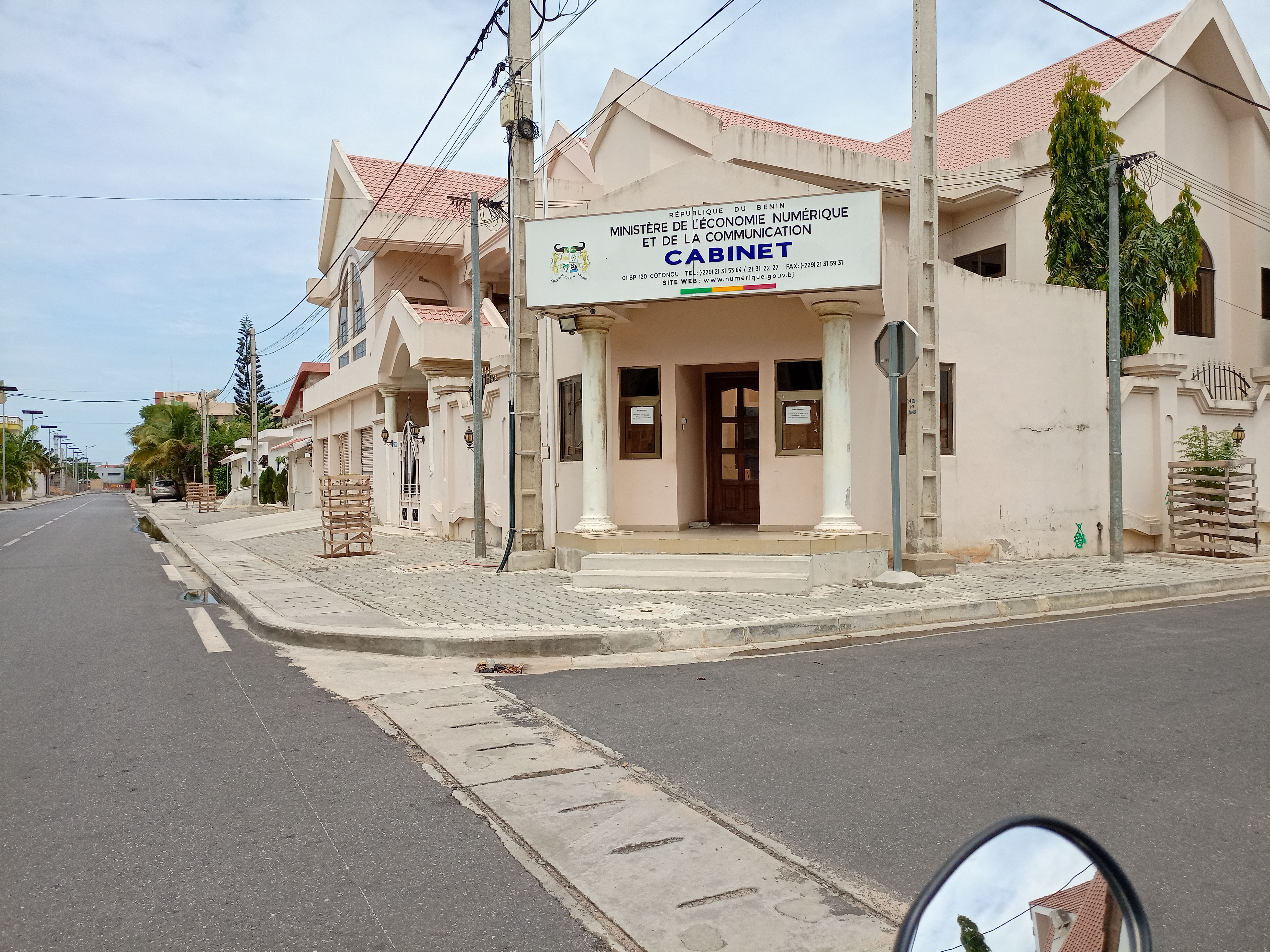
Cabinet du Ministre de l'Économie numérique et de la Digitalisation.jpg
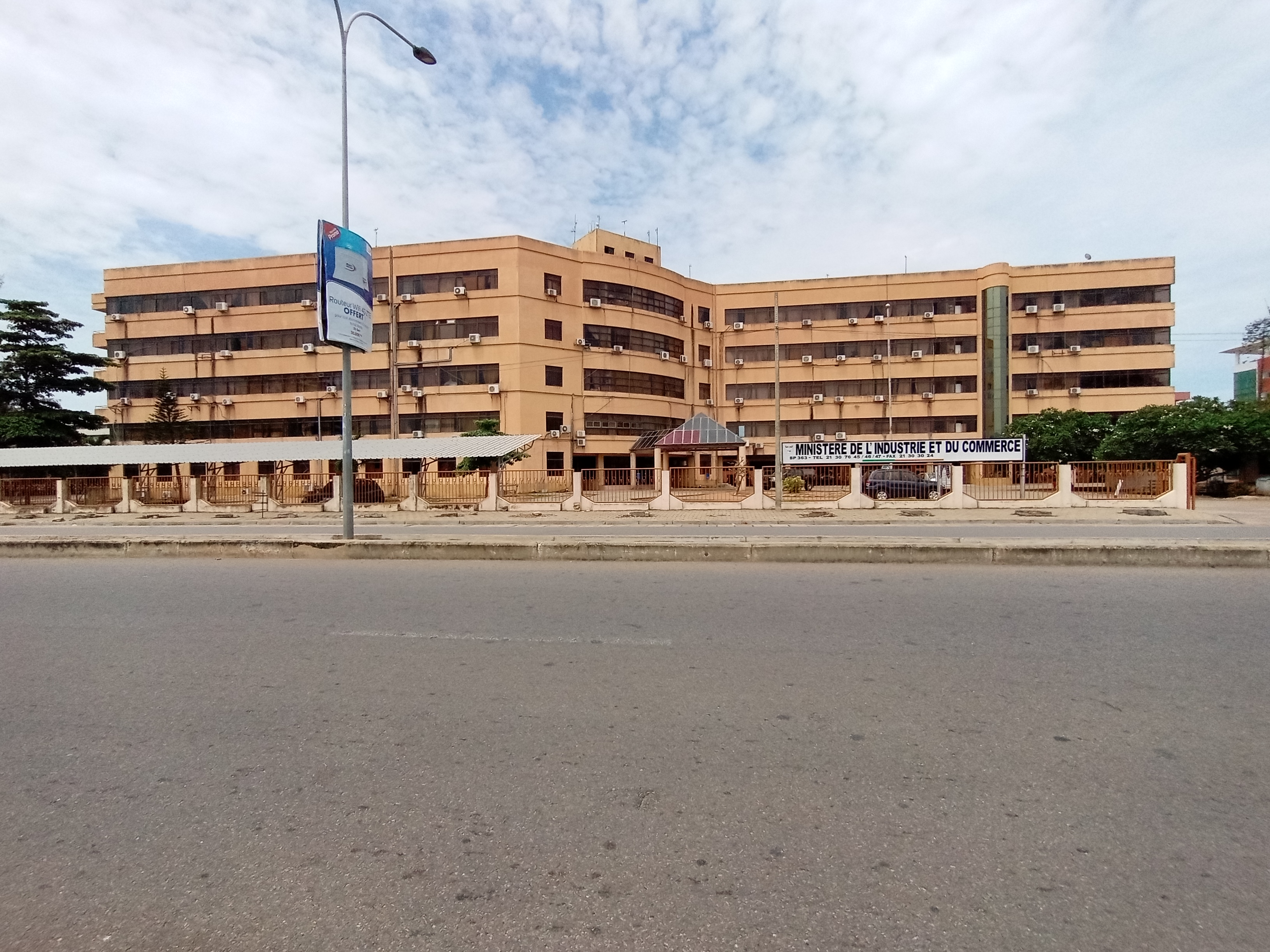
Ministère béninois de l’Industrie et du Commerce vue de loin
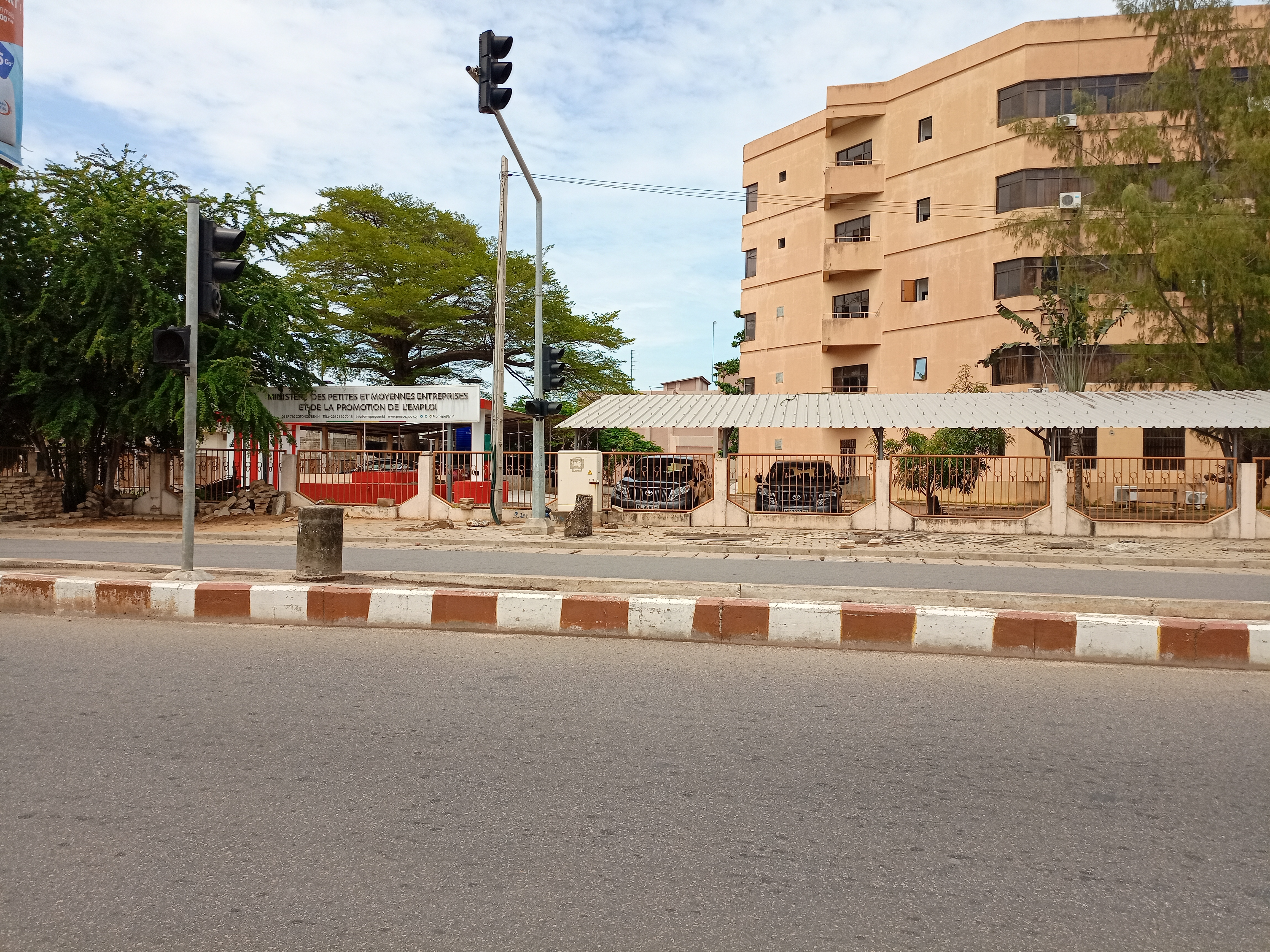
entrée principale Ministère des petites et moyennes entreprises et de la promotion de l'emploi du Bénin
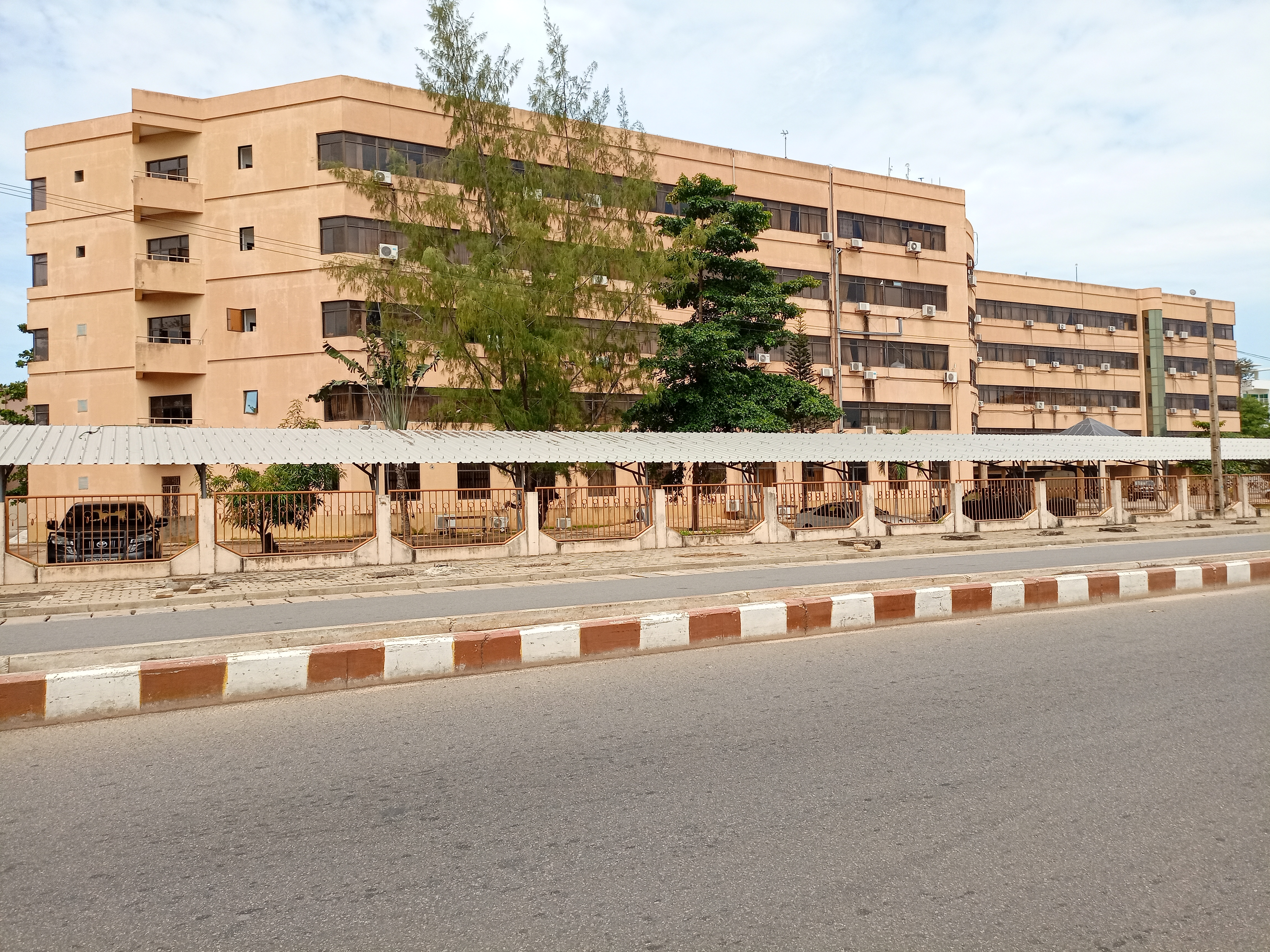
Arrière du Ministère des petites et moyennes entreprises et de la promotion de l'emploi du Bénin.jpg
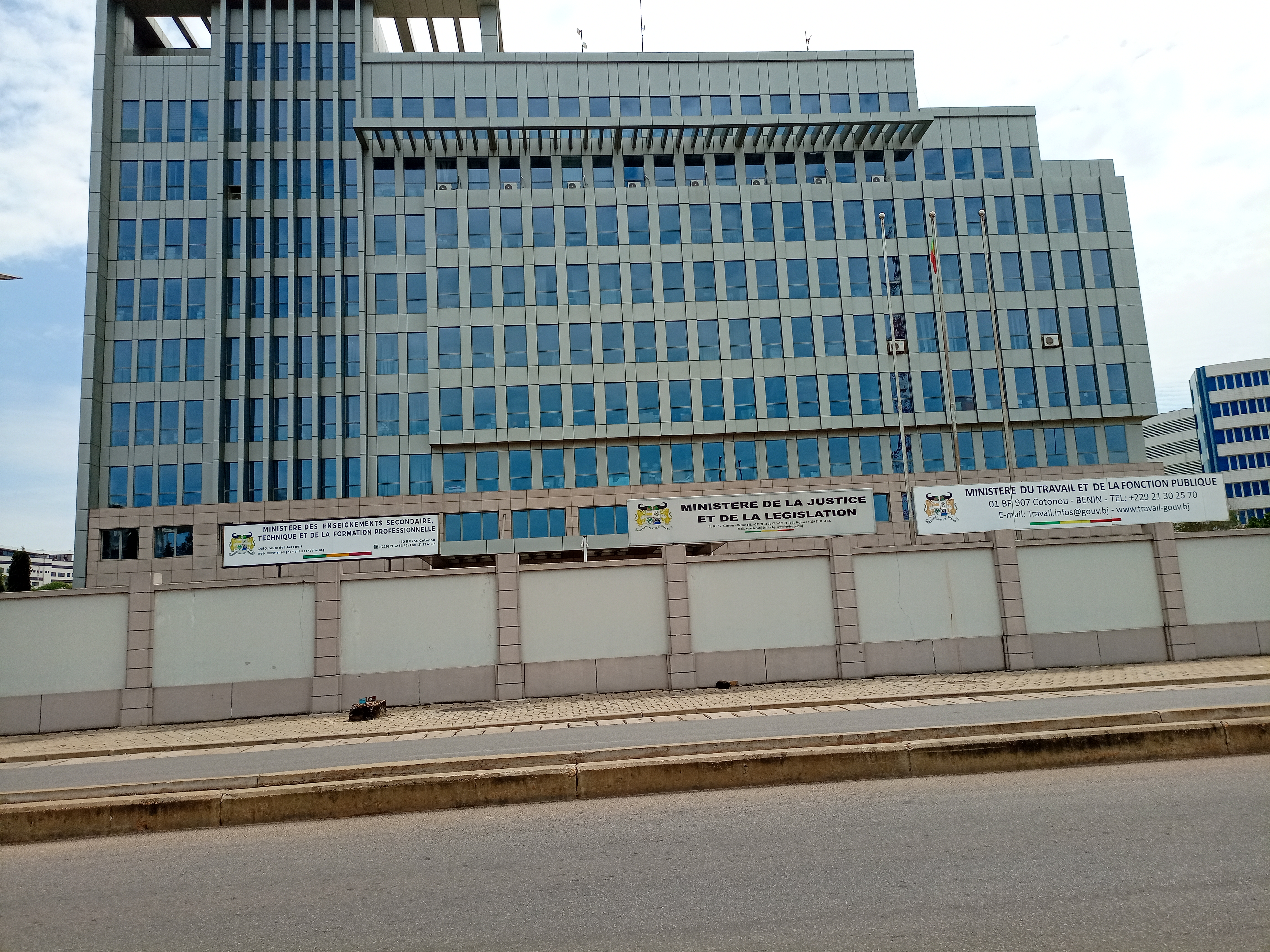
Ministère de l'enseignement secondaire, technique et de la formation professionnelle du Bénin, Ministère de la fonction publique, Ministère de la justice
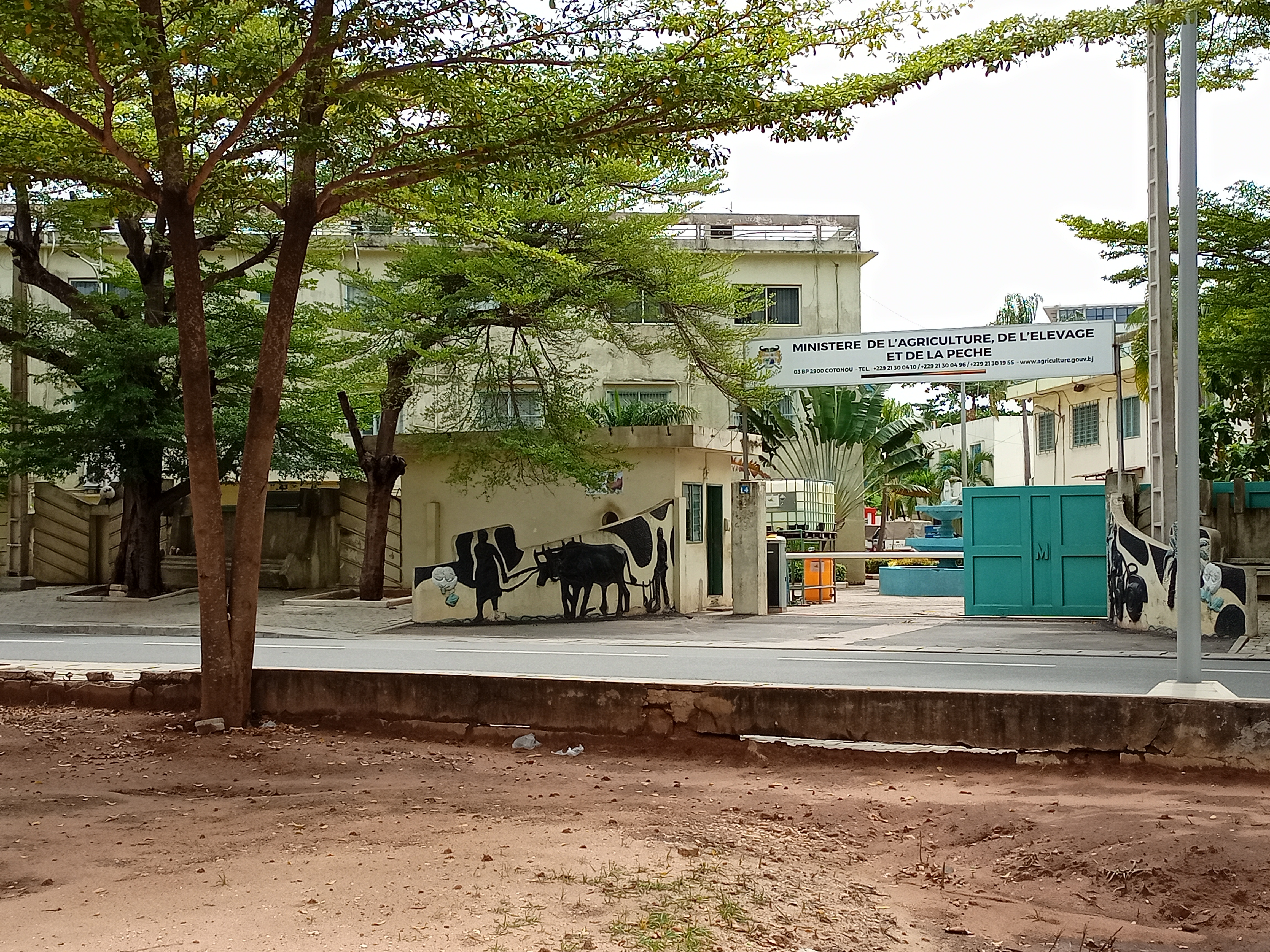
Ministère de l'agriculture au Bénin
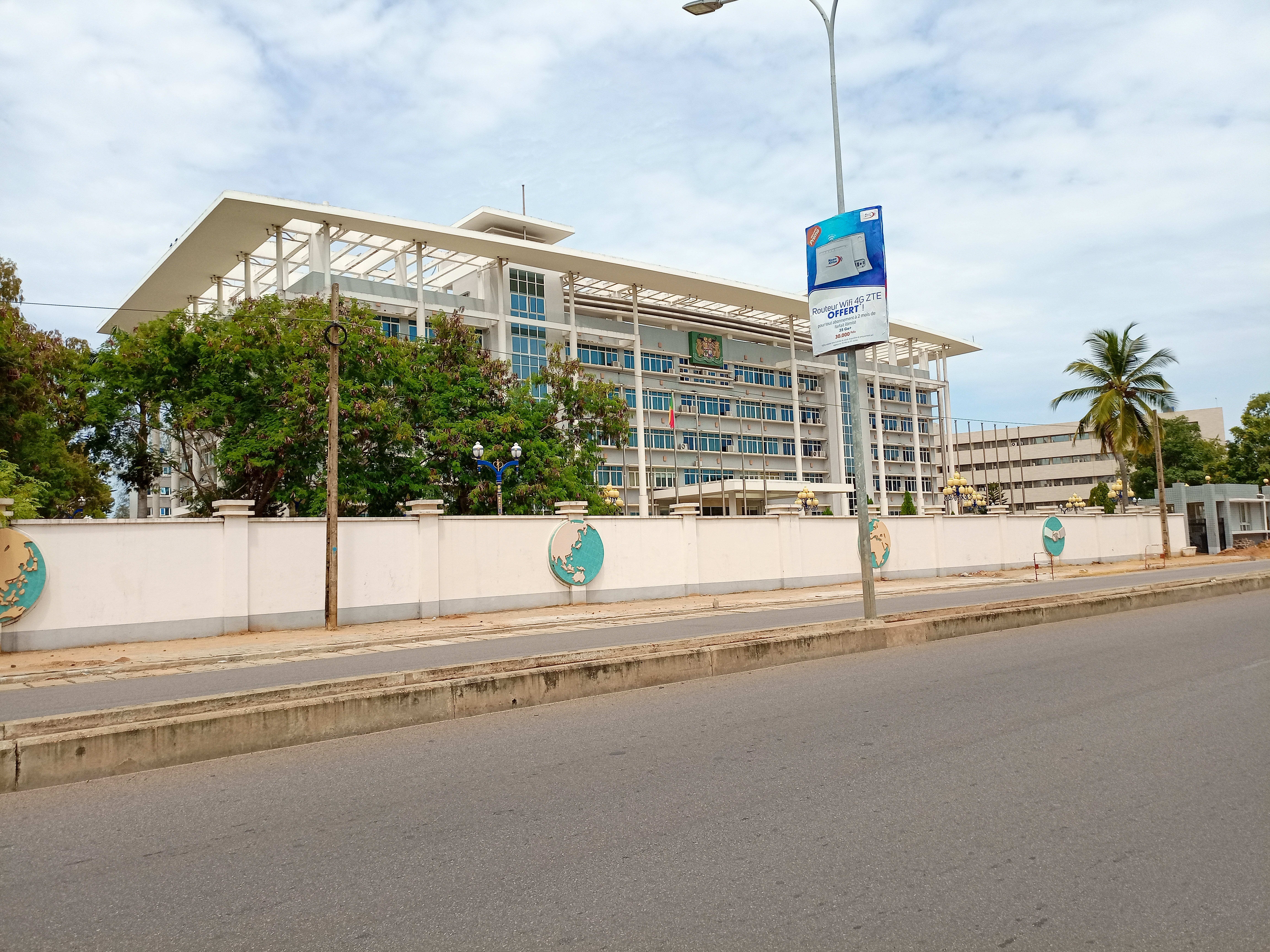
Ministère des Affaires étrangères du Bénin
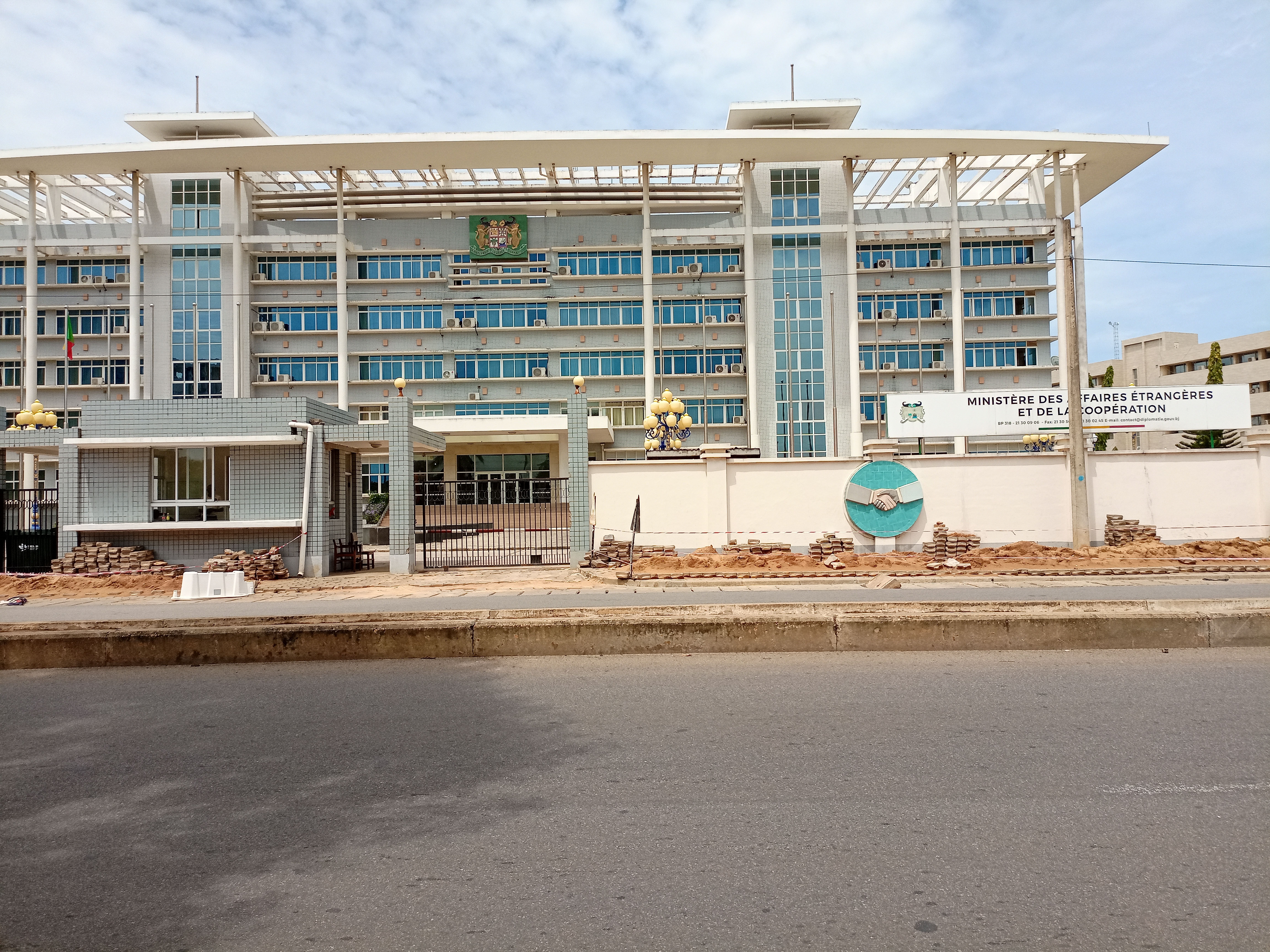
Ministère des Affaires étrangères du Bénin
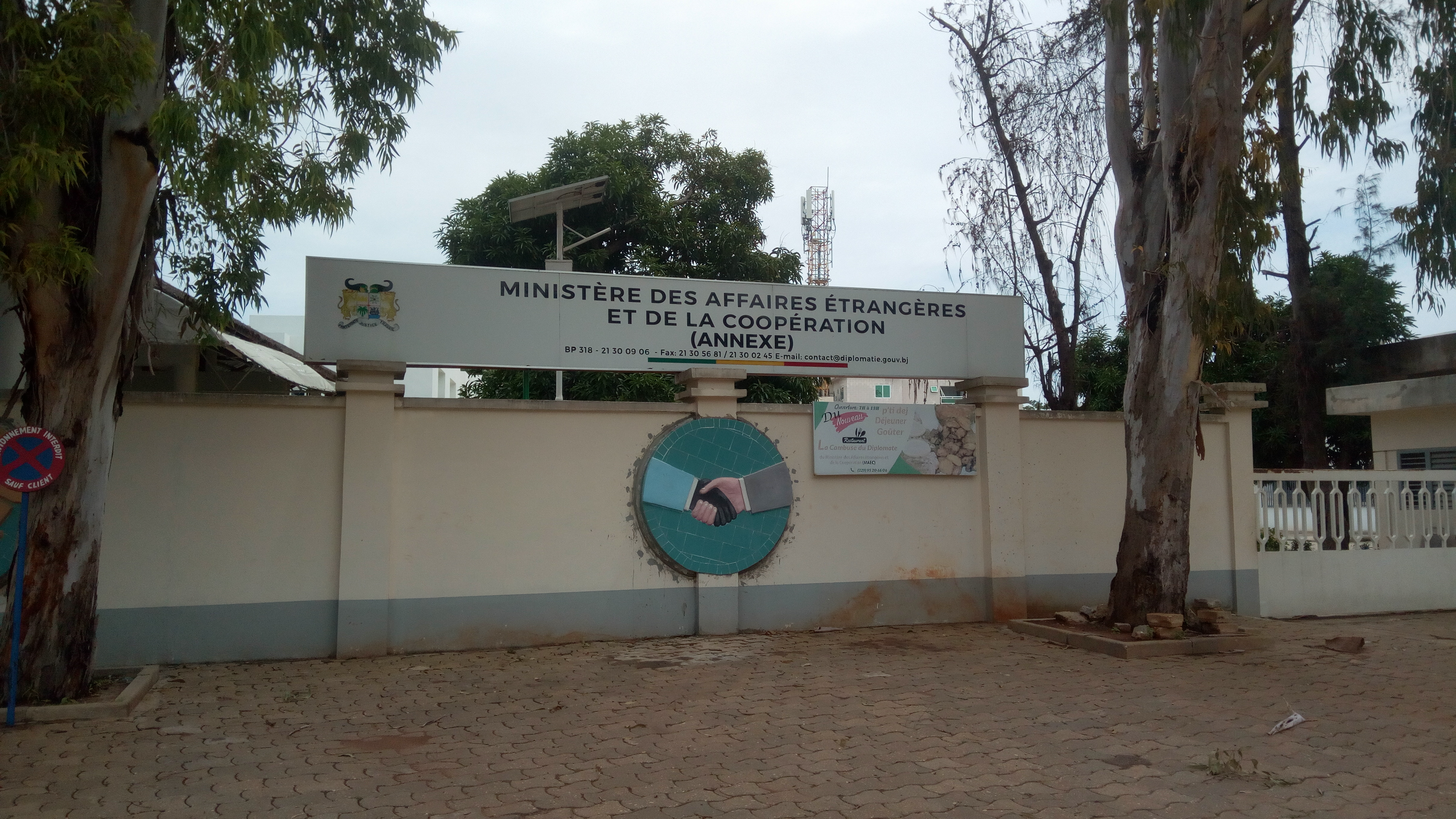
Ministère béninois des Affaires étrangères et de la Coopération- bâtiment annexe
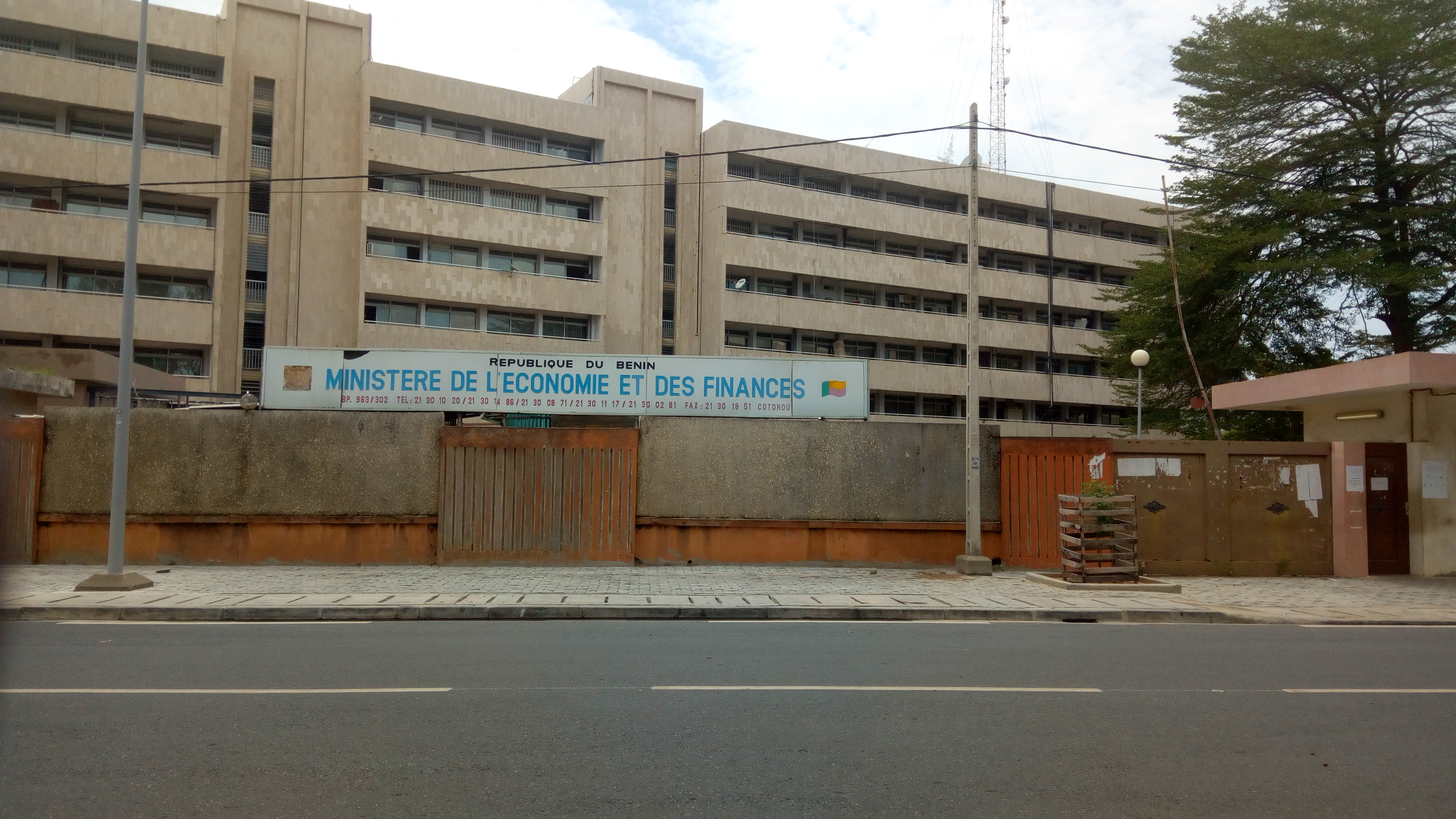
Ministère de l'économie et des finances du Bénin- vue de face
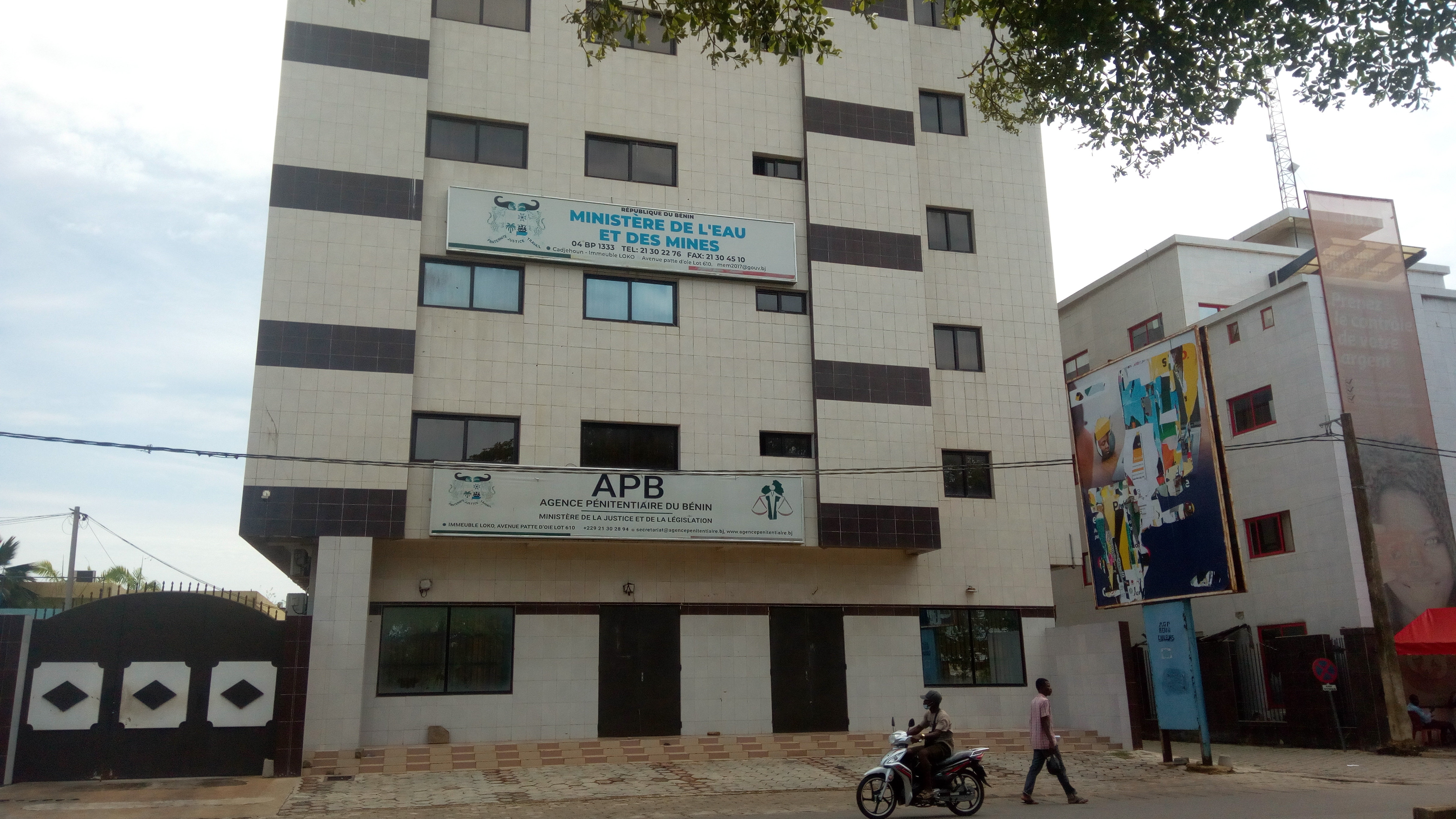
Ministère béninois de l'eau et des mines-vue de face
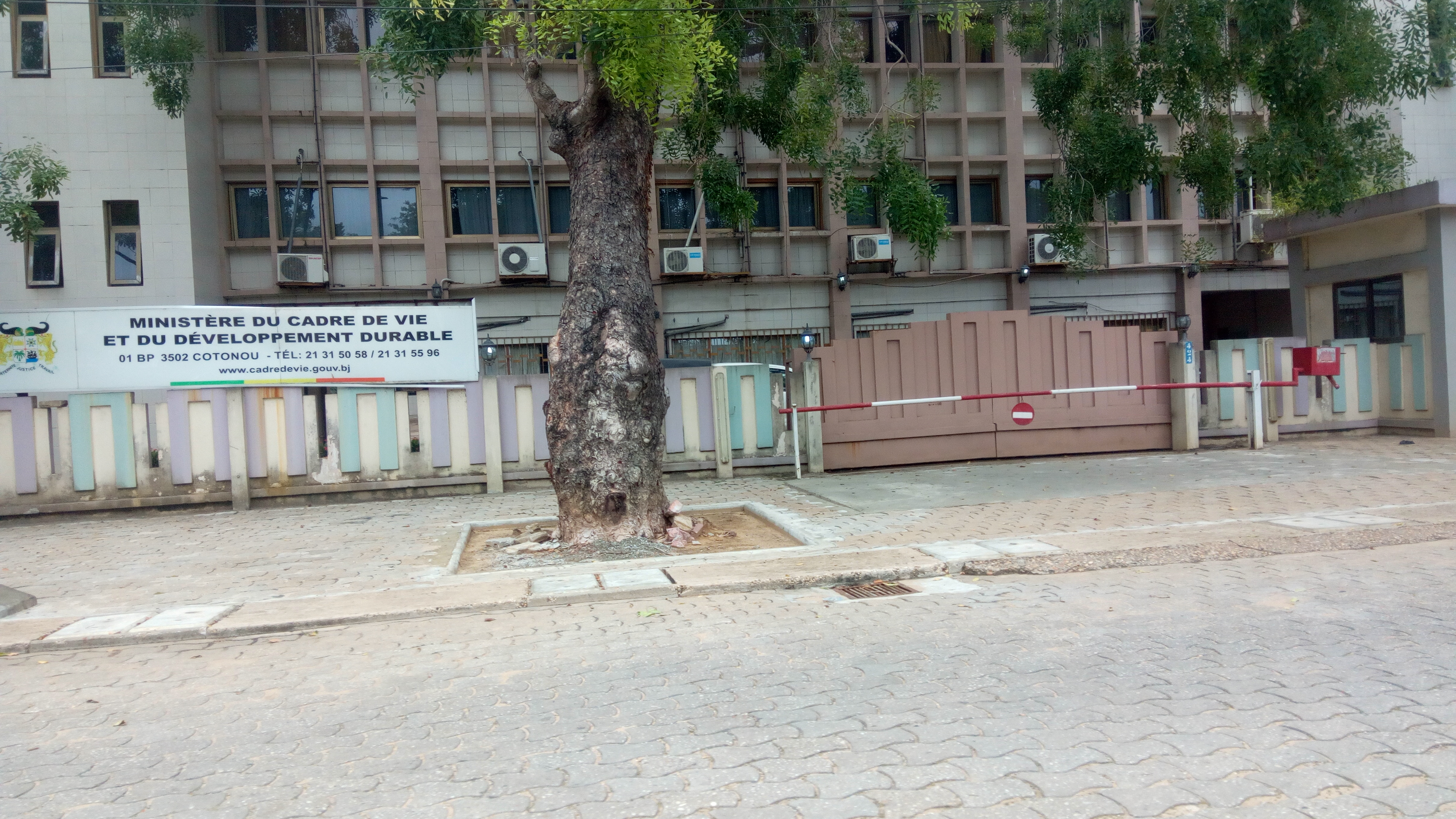
Ministère du cadre de vie et du développement durable
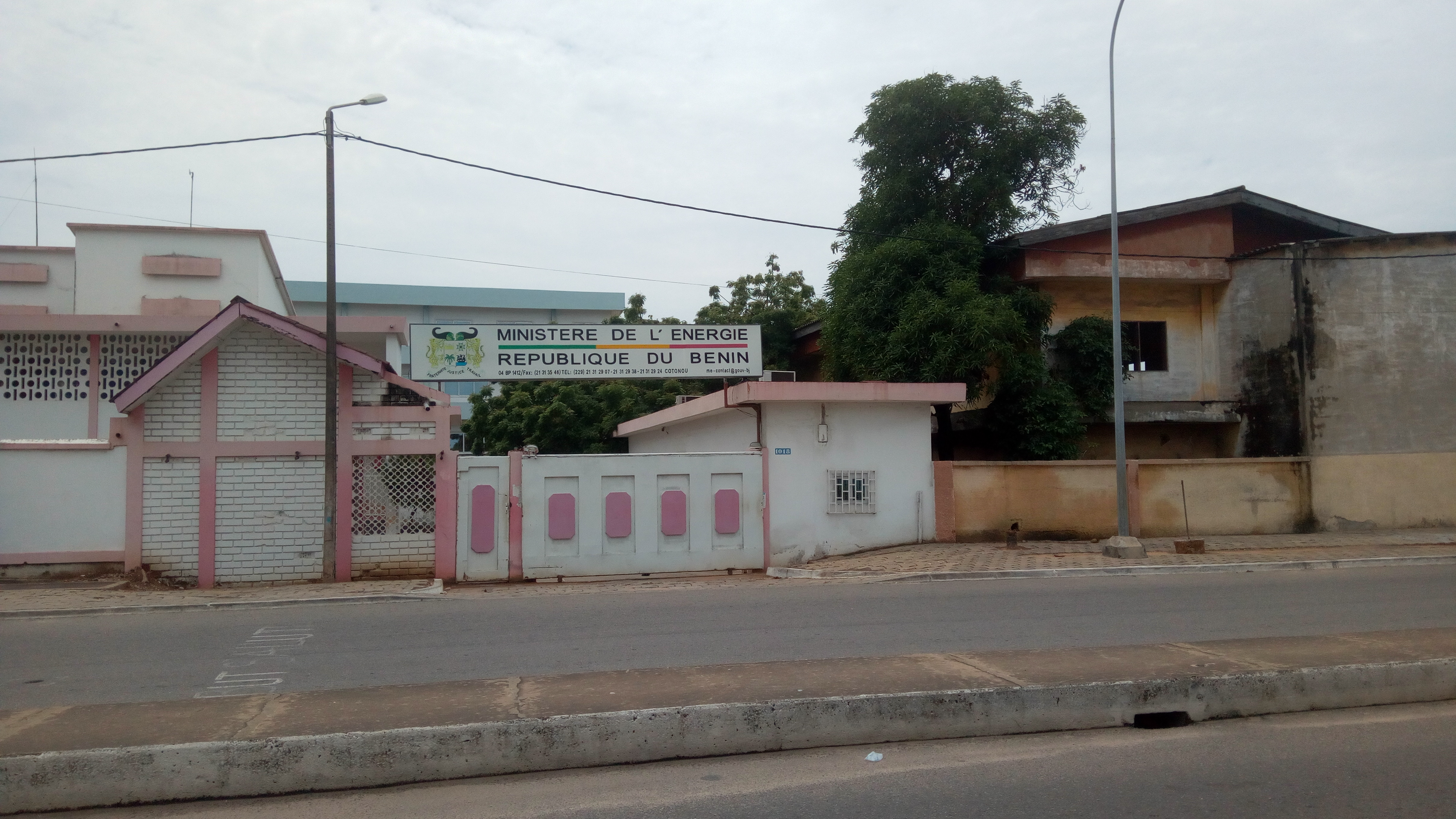
Ministère béninois de l'énergie
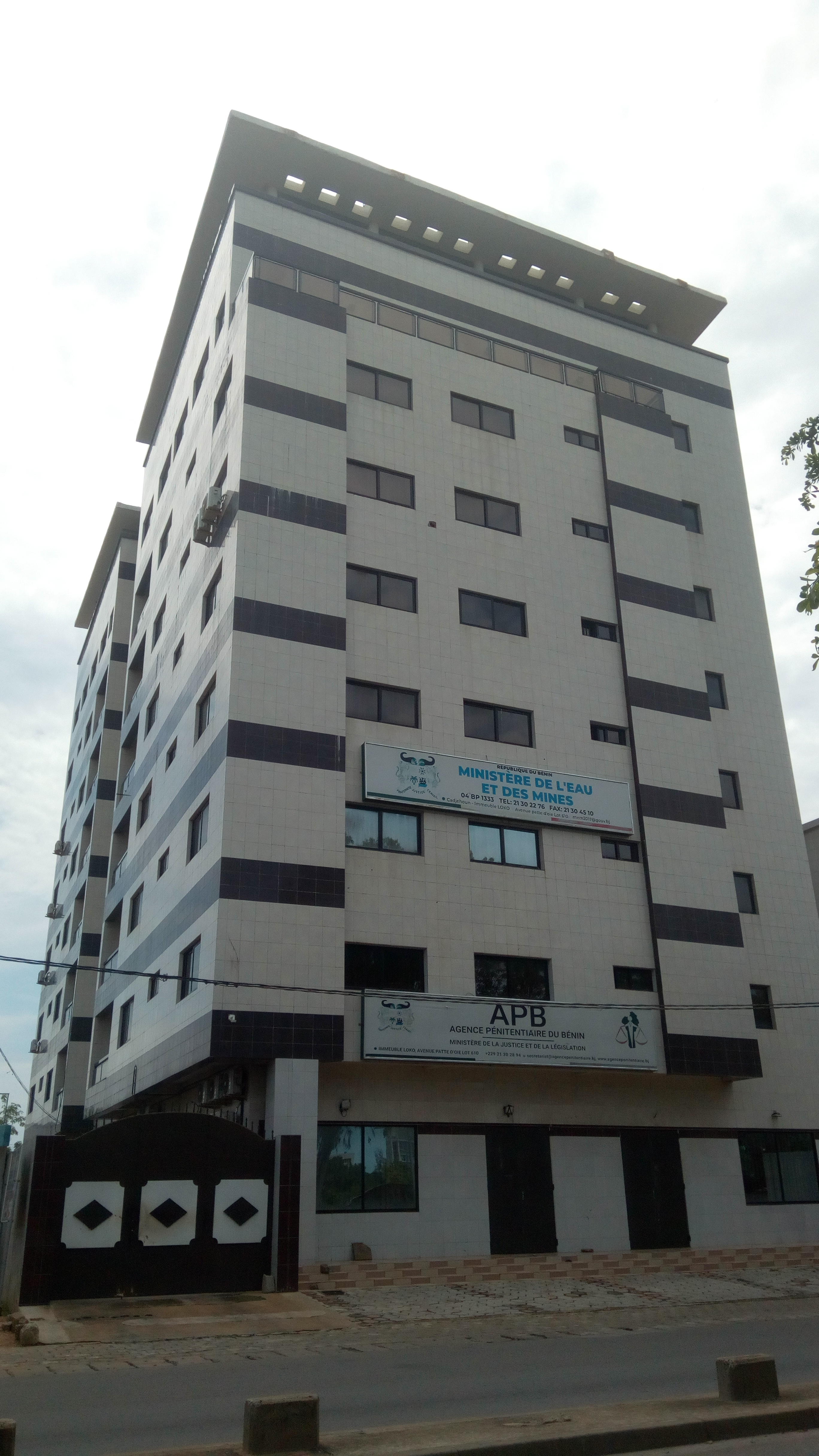
Ministère béninois de l'eau et des mines-Gros plan